# Isach Skeidsvoll
Isach Skeidsvoll (* 1996) ist ein norwegischer Jazzmusiker (Piano, Komposition).

## Leben und Wirken
Isach Skeidsvoll stammt aus einer musikalischen Familie und wuchs in Molde auf; seine Brüder Lauritz und Peder Skeidsvoll sind ebenfalls professionelle Musiker. Mit seinem Bruder Lauritz improvisiert er seit ihrer Kindheit zusammen. Zunächst spielte er Trompete, um dann zum Klavier zu wechseln.
Seit Mitte der 2010er-Jahre spielte er bei Bear Brother, später in den Gruppen Aksel Røeds Other Aspects  und Sun & Steel. Im Duo mit Frode Gjerstad entstand das Album Twenty Fingers, das 2021 bei Relative Pitch Records erschien. In einem weiteren Duo mit Lauritz Skeidsvoll (Saxophon) legte er 2023 bei Clean Feed Records das Album Chanting Moon, Dancing Sun (Live at Molde International Jazz Festival) vor. Unter eigenem Namen spielte er Dance to Summon (2023) ein. Zu seinen eigenen Projekten gehört die Formation SVS 110, mit der er Einflüsse aus Free Jazz, Blues und Boogie-Woogie verarbeitet, und Master Oogway.

## Diskographische Hinweise
- Erling Skorpen, Lauritz Lyster Skeidsvoll, Isach Skeidsvoll, Håkon Norby Bjørgo, Martin Mellem: Bear Brother (Creative Sources, 2017)
- Frode Gjerstad, Isach Skeidsvoll, Ole Mofjell: Broken Compass (Circulasione Totale, 2023)
- Dance to Summon (2023), mit Espen «Bobby» Songstad, Lauritz Skeidsvoll, Peder Skeidsvoll, Aksel Øvreås Røed, Anders Hjemmen, Martin H. Mellem
- Water Music: Tempest Fugues (2023), mit Peter Dybvig Søreide, Kim Jung-jae, Andreas Hesselberg Hatzikiriakidis